# Zmarwlocik żółtawy
Zmarwlocik żółtawy (Heptagenia sulphurea) – gatunek owada z rzędu jętek i rodziny zmarwlocikowatych (Heptageniidae).
Długość dorosłego owada 1 cm.
Dorosłe jętki mają silnie uwstecznione narządy gębowe i nie pobierają pokarmu.
Zmarwlocik żółtawy występuje na terenie środkowej i północnej Europy oraz w zachodniej Azji.